# Socio-logos
 (juillet 2022).
Socio-logos est une revue de sociologie, créée et éditée par l'Association française de sociologie en 2006. Socio-logos a pour but de favoriser le développement de la sociologie dans tous les domaines, théoriques et pratiques, en multipliant les rapports entre sociologues et les contacts avec d'autres disciplines.
La revue électronique comportait initialement quatre sections : « Articles scientifiques », « Textes de discussion, débats, controverses », « Actualité de la recherche, « Textes de travail ».
Son premier comité de rédaction était composé de Daniel Bertaux, Louis Chauvel, Philippe Cibois, Lise Demailly, Bertrand Geay, Laurent Mucchielli, Pierre Lenel, Abou Ndiaye, Gisèle Sapiro et Philippe Cibois.
Après avoir été une revue généraliste, elle est devenue en 2018, une revue sur la sociologie. Elle traite des sujets comme l’histoire de la sociologie, l’enseignement de la sociologie, la formation en sociologie ou l'éthique professionnelle.
Socio-logos publie des articles originaux, repris ou traduits. Les articles sont évalués anonymement.
Socio-logos est hébergée par le portail de revues scientifiques OpenEdition Journals ; tous ses numéros sont disponibles en texte intégral, sans délai de restriction. Elle exploite le système de gestion de contenu libre Lodel.